# ベジ・カイドセブシ
ムハンマド・ベジ・カイドセブシ（アラビア語: محمد الباجي قائد السبسي、1926年11月29日 - 2019年7月25日）は、チュニジアの政治家。1981年から1986年まで同国の外相を、2011年2月から同年12月まで首相を務めた。
2014年の国会議員選挙で過半数を制したチュニジアの呼びかけ（ニダ・チュニス）の創立者である。2014年12月にはジャスミン革命後初の正式な大統領選に勝利し、民主的に選ばれたチュニジア初の大統領となり、2019年7月に死去するまで務めた。

## 来歴
地主階級の一家のもとにシディ・ブ・サイドで生まれる。19世紀初頭のサルデーニャ島で活動したチュニジア人マムルーク海賊の頭目で、有力な家系に出仕したのち政府の要職を務めたイスマイル・カイドセブシは祖父にあたる。
息子と娘がそれぞれ2人いる。

### 政界入り
1941年に、ハマムリフでネオ・デストゥール党の青年組織に加わる形で初めて政治に関与した。パリで法律を学んだ後、1952年にチュニスで弁護士を開業し、ネオ・デストゥール党の活動家の弁護をはじめた。彼自身は、独立後のチュニジアで指導者となったハビーブ・ブルギーバの支持者であった。1956年にチュニジアがフランスから独立するとブルギーバの顧問となり、1957年から1971年にかけて地方行政局長、国家安全保障総局長、内相、首相代理、国防相、パリ大使などのさまざまな役職を歴任した。しかし、パリ大使在職中にチュニジアにおける民主主義の拡大を訴えて職を辞し、チュニスに戻った。1981年4月にムハンマド・ムザリ政権の外相として政界に復帰し、1986年9月まで在職した。
1987年にブルギーバからザイン・アル＝アービディーン・ベン・アリーに権力が移行すると、カイドセブシはベン・アリーに忠誠を表明した。ベン・アリーのもとではドイツ大使に任命された後、1990年から1991年まで下院議長を務めた。

### 2011年の暫定首相
ジャスミン革命後の2011年2月27日、モハメッド・ガンヌーシ首相は、チュニスにおける衝突で抗議活動に参加していた5名が殺害されたことを受けて辞任した。フアド・メバザ大統領代行は同日、「公私とも非の打ち所がなく、強い愛国心と忠誠心、国に奉仕する自己犠牲で知られる人物」としてカイドセブシを新しい首相に指名した。しかし、大多数の若い世代の抗議参加者は街頭で不平不満を表明し続け、さらなる協議のなされないままにカイドセブシ首相が一方的に指名されたことを批判した。
10月の制憲議会選挙でイスラム系のナフダ党が勝利した場合に備えて、ファラト・ラジ元内相がクーデターを準備していたという告発が5月5日になされると、街頭では再び、数日間にわたって激しい反政府抗議活動や衝突が生じた。Facebookで配信されたインタビューのなかで、ラジ元内相はカイドセブシ首相を嘘つき呼ばわりし、カイドセブシ政権はかつてのベン・アリー系の人々によって牛耳られていると述べた。カイドセブシ首相はラジ元内相の告発を「危険で信用ならない嘘であり、国内に混沌を広げようとするもの」として強く否定し、ラジ元内相を人権および基本的自由に関する高等委員会理事の役職から解任した。ラジ元内相はすでに3月8日には内相を解任されていたが、この役職にはとどまっていた。しかし、ナフダ党のラシード・ガンヌーシ党首はこの疑惑をさらに追及し、「チュニジア人は暫定政府を信用していない」と述べた。
10月の選挙を経た後の2011年12月24日、カイドセブシ首相は新たな暫定大統領であるモンセフ・マルズーキがナフダ党のハマディ・ジェバリを首相に指名したことで、首相職から退いた。ナフダ党は国会における最大派閥の地位を確かなものにした。

### 2014年の選挙
首相退任後、カイドセブシは世俗派のチュニジアの呼びかけ（ニダ・チュニス）党を結成したが、2014年10月の国会議員選挙で同党は過半数の議席を獲得した。カイドセブシはまた、2014年11月に行われるチュニジア初の民主的な大統領選挙において、同党の大統領候補となった。
大統領選の公式結果は12月22日に発表され、それによるとカイドセブシは第二回投票で全体の55.68%を得票し、対抗馬であった現職大統領のマルズーキを下した。カイドセブシは選挙後、地元のテレビ局に、自身の勝利を「チュニジアのために殉じた人々」に捧げると述べた。

### 大統領職
カイドセブシは2014年12月31日に大統領としての宣誓を行った。このとき「例外なく、すべてのチュニジアの男女の大統領になる」と誓い、「すべての政党や社会運動の合意」の重要性を強調した。2019年6月末に深刻な体調不良に陥り入院し、いったんは退院したものの7月25日に現職大統領のまま92歳で死去した。